# PMG (Pilarczyk Media Groep)
PMG is een Nederlands televisieproductiebedrijf, gevestigd in Soest. Het is ontstaan vanuit Pilarczyk Media Groep en sinds 2000 ontwikkelt en produceert het televisieprogramma’s, bedrijfsfilms, webvideo’s, social media campagnes en commercials voor radio en tv.
Sinds 2018 wordt PMG geleid door Carin van ‘Net (mede-oprichter van Pilarczyk Media Groep) en Tom Coronel. 

## Producties van PMG
- RTL Autowereld (RTL7) – door de jaren heen gepresenteerd door Bert van den Dool, Michael Pilarczyk, Allard Kalff, Tom Coronel, Jeroen Mul, Stéphane Kox, Andreas Pol, Nico Aaldering en Rick van Stippent.
- RTL Transportwereld (RTL7) gepresenteerd door Allard Kalff, Martijn Kuipers en Iep van der Meer.
- Cars & Characters (RTL7). Serie over bijzondere mensen in de autowereld met hoofdpersonen als Gijs van Lennep, Joop Donkervoort & Denis Donkervoort, Carel van Helsdingen, Nico Aaldering en Nick Aaldering.
- Wielerland (RTL4) en (RTL7) gepresenteerd door Michael Boogerd.
- Supercars (RTL7) gepresenteerd door Michael Pilarczyk.
- Stapel op Auto’s (RTL5) gepresenteerd door Huub Stapel.
- Smartlife (SBS6) gepresenteerd door Susanne Dijksterhuis en Bas Muijs.
- Nuon Solar Challenge (RTL7) gepresenteerd door Michael Pilarczyk.
- Gek op Wielen (RTL7) gepresenteerd door Bavo Galama.
- Wheels on 7 (RTL7) met onder andere Michael Pilarczyk, Allard Kalff, Sjoerd van Stokkum, Olav Mol, Tom Coronel, Andreas Pol en Jeroen Nieuwenhuize.
- RTL Vaart (RTL7) gepresenteerd door Vivian Slingerland en Epco Ongering.
- De Heilige Koe (RTL7) gepresenteerd door Julia Samuel.
- RTL Wintersport (RTL4).